# 决水罪
决水罪是一项刑事罪名，是指故意决水，制造水患，危害公共安全的行为，是一种使用危险方法危害公共安全的犯罪。

## 具體规定

### 中华民国刑法
- 第178条 
  - 决水浸害现供人使用之住宅或现有人所在之建筑物、矿坑或火车、电车者，处无期徒刑或5年以上有期徒刑。
  - 因过失决水浸害前项之物者，处1年以下有期徒刑、拘役或500元以下罚金。
  - 第1项之未遂犯罚之。

- 第179条 
  - 决水浸害现非供人使用之他人所有住宅或现未有人所在之他人所有建筑物或矿坑者，处1年以上、7年以下有期徒刑。
  - 决水浸害前项之自己所有物，致生公共危险者，处7月以上、5年以下有期徒刑。
  - 因过失决水浸害第1项之物者，处6月以下有期徒刑、拘役或300元以下罚金。
  - 因过失决水浸害前项之物，致生公共危险者亦同。
  - 第1项之未遂犯罚之。

- 第180条 
  - 决水浸害前2条以外之他人所有物，致生公共危险者，处5年以下有期徒刑。
  - 决水浸害前2条以外之自己所有物，致生公共危险者，处2年以下有期徒刑。
  - 因过失决水浸害前2条以外之物，致生公共危险者，处拘役或3百元以下罚金。

### 中华人民共和国刑法
- 第114条：放火、决水、爆炸以及投放毒害性、放射性、传染病病原体等物质或者以其他危险方法危害公共安全，尚未造成严重后果的，处3年以上10年以下有期徒刑。
- 第115条：放火、决水、爆炸以及投放毒害性、放射性、传染病病原体等物质或者以其他危险方法致人重伤、死亡或者使公私财产遭受重大损失的，处10年以上有期徒刑、无期徒刑或者死刑。
  - 过失犯前款罪的，处3年以上7年以下有期徒刑；情节较轻的，处3年以下有期徒刑或者拘役。